# Landgericht Vöhl
Das Landgericht Vöhl war von 1821 bis 1867 ein erstinstanzliches Gericht der ordentlichen Gerichtsbarkeit in der Provinz Oberhessen des Großherzogtums Hessen mit Sitz in Vöhl.

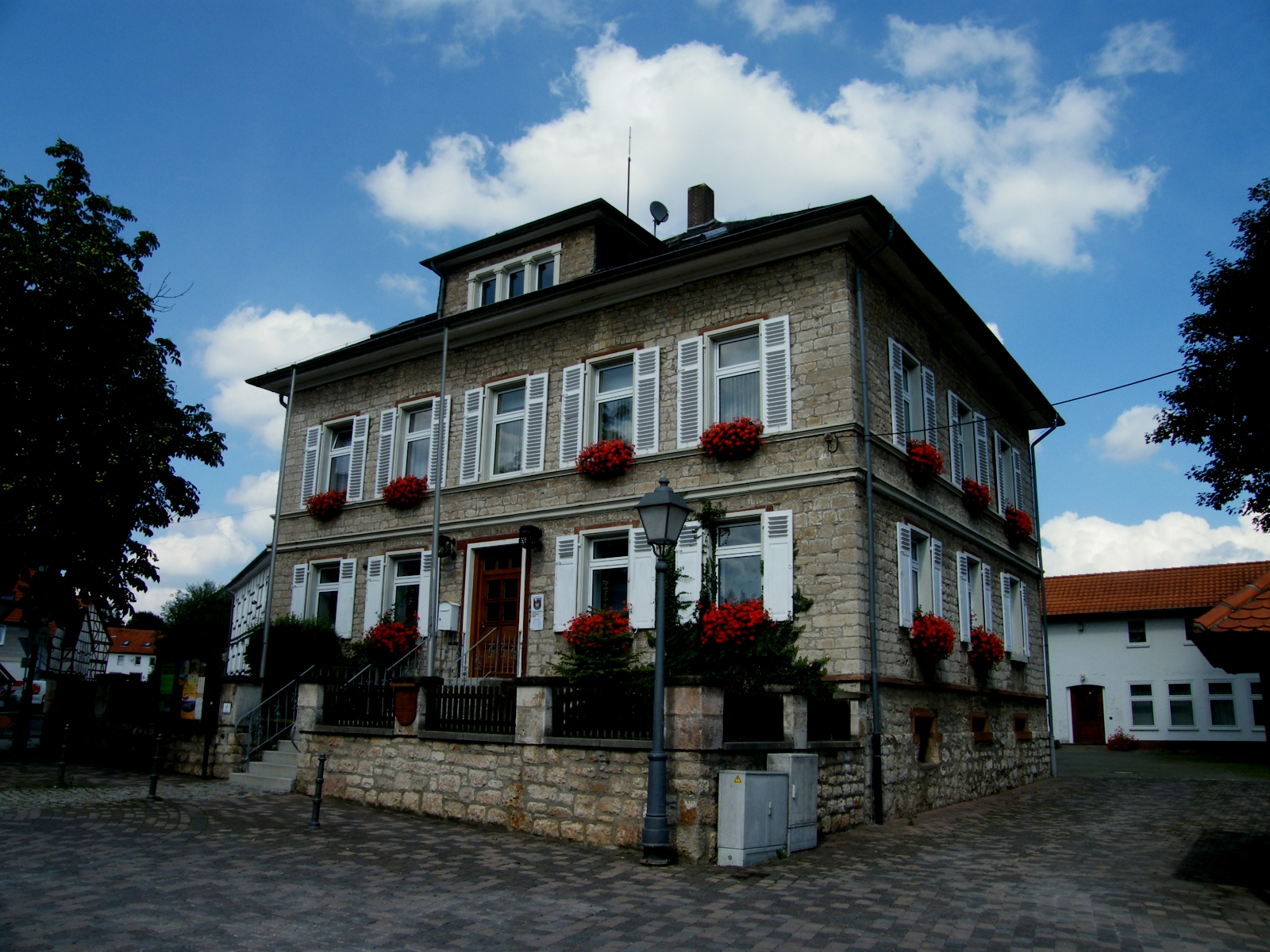
Landgerichtsgebäude, heute Rathaus

## Gründung
Ab 1821 trennte das Großherzogtum Hessen auch auf der unteren Ebene die Rechtsprechung von der Verwaltung. 
 Die bisher von den Ämtern wahrgenommenen Aufgaben wurden Landräten (zuständig für die Verwaltung) und Landgerichten (zuständig für die Rechtsprechung) übertragen. Der Bezirk des Landgerichts Vöhl wurde aus dem Bezirk des Amtes Itter gebildet. Zugleich wurden die Aufgaben der Verwaltung im identischen Bereich dem Landratsbezirk Vöhl übertragen.
Zur Vorgeschichte des Amtes Itter ist bekannt, dass bis ins 19. Jahrhundert das Gemeine Recht galt. Historisch sind in der Region etliche frühere Gogerichte und Freistühle bekannt, die Zeitweise als örtlich zuständige Vorläufer des Landgericht Vöhl angesehen werden können.

## Zuständigkeit

### Instanzielle Einordnung
Dem Amtsgericht als zweite Instanz übergeordnet war in das Hofgericht Gießen. Wiederum diesem Übergeordnet war das Oberappellationsgericht Darmstadt.

### Sachliche Zuständigkeit
Das Landgericht Vöhl war zuständig für Zivilsachen.

### Örtliche Zuständigkeit
Der Gerichtsbezirk bestand aus:
- Altenlotheim
- Asel,
- Basdorf,
- Buchenberg,
- Deisfeld,
- Dorfitter,
- Eimelrod,
- Harbshausen,
- Hemmighausen,
- Herzhausen,
- Kirchlotheim,
- Marienhagen,
- Niederorke,
- Obernburg,
- Oberwerba,
- Schmittlotheim,
- Thalitter und
- Vöhl.

## Ende
Der Deutsche Krieg, in dem das Großherzogtum Hessen auf der Seite der Verlierer stand, wurde zwischen dem Königreich Preußen und dem Großherzogtum mit dem Friedensvertrag vom 3. September 1866 beendet. Nach Art. 14 Abs. 2 Nr. 2 wurde der Kreis Vöhl an Preußen abgetreten. Dieser war identisch mit dem Bezirk des Landgerichts Vöhl.
Im Juni 1867 passte Preußen in den erbeuteten Gebieten die Gerichtsorganisation an die eigene Struktur an: Die bisherigen Landgerichte wurden aufgehoben und durch Amtsgerichte ersetzt. Funktionaler Nachfolger des Landgerichts Vöhl wurde so das Amtsgericht Vöhl.

## Gebäude
Das Landgericht war zunächst im Schloss Vöhl untergebracht. Das Schloss war Mitte des 17. Jahrhunderts an Stelle einer mittelalterlichen Wasserburg erbaut worden und wurde 1845 abgerissen.
Für das Landgericht wurde, mit den Steinen des alten Schlosses, bis 1847 ein neues Gerichtsgebäude an der Ecke Schloßstraße / Henkelstraße erbaut (heute: Schlossstraße 1). Der klassizistische zweigeschossige Bau mit fünf und drei Achsen hat einen quadratischen Grundriss. Der Sockel besteht aus rotem Buntsandstein, darüber stehen Mauern aus grob behauenen Handquadern. Die beiden Geschosse trennt ein profiliertes Geschossgesims und im Obergeschoss gibt es zusätzlich ein profiliertes Brüstungsgesims. Ein flaches Walmdach über einem breiten Traufgesims bildet seinen oberen Abschluss. Im Erdgeschoss lagen die Diensträume, im oberen Geschoss die Dienstwohnung des Landrichters. Weiter gab es Nebengebäude (Ställe und Schuppen). Das Gebäude ist heute aufgrund des Hessischen Denkmalschutzgesetzes ein Kulturdenkmal aus geschichtlichen und städtebaulichen Gründen und steht unter Denkmalschutz.

## Richter
- Landrichter Johann Christian Friedrich Strecker (1821–1826)
- Landrichter Georg Krug (1827–1828)
- Landrichter Reinhard August Bodo Tilmann Koch (1828–1853)
- Landrichter Johann Ernst Friedrich Albert Calmberg (1853–1867); er wurde in preußische Dienste übernommen und wirkte von 1867, zunächst als Amtsrichter, ab 1868: als Oberamtsrichter, bis 1872 weiter in Vöhl.